# Faceless (album Godsmack)
Faceless è il terzo album in studio del gruppo musicale statunitense di genere alternative metal Godsmack, pubblicato l'8 aprile 2003.

## Tracce
1. Straight Out of Line – 4:19
2. Faceless – 3:35
3. Changes – 4:19
4. Make Me Believe – 4:08
5. I Stand Alone – 4:07
6. Re-Align – 4:20
7. I Fucking Hate You – 4:08
8. Releasing the Demons – 4:12
9. Dead and Broken – 4:11
10. I Am – 3:59
11. The Awakening – 1:29
12. Serenity – 4:34